# Empis
Cet article concerne un insecte. Pour les autres significations, voir Empis (homonymie).
Genre
Empis est un genre d'insectes diptères, des mouches prédatrices à longues pattes de la famille des Empididae.

## Liste d'espèces

### SelonITIS(12 mai 2010)[1]
- Empis abcirus  Walker, 1849
- Empis aeripes  Melander, 1902
- Empis aerobatica  Melander, 1902
- Empis agasthus  Walker, 1849
- Empis aldrichii  Melander, 1902
- Empis amytis  Walker, 1849
- Empis anthophila  Melander, 1946
- Empis armipes  Loew, 1861
- Empis arthritica  Melander, 1902
- Empis asema  Melander, 1902
- Empis barbatoides  Melander, 1965
- Empis bigoti  Melander, 1902
- Empis brachysoma  Coquillett, 1900
- Empis brevis  (Loew, 1862)
- Empis browni  Curran, 1931
- Empis brunnea  Coquillett, 1903
- Empis bullifera  Kessel & Kessel, 1951
- Empis cacuminifer  Melander, 1902
- Empis caeligena  Melander, 1902
- Empis canaster  Melander, 1902
- Empis captus  Coquillett, 1895
- Empis clausa  Coquillett, 1895
- Empis colonica  Walker, 1849
- Empis comantis  (Coquillett, 1955)
- Empis cometes  Steyskal, 1965
- Empis compta  Coquillett, 1895
- Empis ctenocnema  Melander, 1945
- Empis dactylica  Melander, 1946
- Empis delumbis  Melander, 1965
- Empis desiderata  Melander, 1965
- Empis deterra  Walley, 1927
- Empis distans  Loew, 1869
- Empis dixi  Steyskal, 1969
- Empis dolabraria  Melander
- Empis enodis  Melander, 1902
- Empis eudamides  Walker, 1849
- Empis exilis  Coquillett, 1903
- Empis falcata  Melander, 1902
- Empis frontalis  Coquillett, 1903
- Empis fumida  Coquillett, 1900
- Empis geneatis  (Melander, 1902)
- Empis gladiator  Melander, 1902
- Empis gulosa  Coquillett, 1895
- Empis hirticrus  Melander, 1927
- Empis humilis  Coquillett, 1895
- Empis infumata  Coquillett, 1900
- Empis johnsoni  Melander, 1902
- Empis labiata  Loew, 1861
- Empis laevigata  Loew, 1864
- Empis laniventris  Eschscholtz, 1823
- Empis latrappensis  Ouellett, 1942
- Empis leptogastra  Loew, 1863
- Empis levicula  Coquillett, 1895
- Empis longeoblita  Steyskal, 1965
- Empis loripedis  Coquillett, 1895
- Empis manca  Coquillett, 1895
- Empis melanderi  Arnaud & Birchim, 1966
- Empis mira  (Bigot, 1880)
- Empis mixopolia  Melander, 1902
- Empis montiradicis  James, 1942
- Empis nodipoplitea  Steyskal, 1965
- Empis nuda  Loew, 1862
- Empis obesa  Loew, 1861
- Empis ollius  Walker, 1849
- Empis otiosa  Coquillett, 1895
- Empis pallida  Loew, 1861
- Empis pellucida  Coquillett, 1900
- Empis peregrina  (Melander, 1902)
- Empis plectrum  Melander, 1946
- Empis podagra  Melander, 1902
- Empis poeciloptera  Loew, 1861
- Empis politea  Loew, 1863
- Empis pudica  (Loew, 1861)
- Empis reciproca  Walker, 1857
- Empis scatophagina  Melander, 1902
- Empis scoparia  Coquillett, 1903
- Empis snoddyi  Steyskal, 1969
- Empis sordida  Loew, 1861
- Empis spectabilis  Loew, 1862
- Empis stenoptera  Loew, 1864
- Empis subinfumata  Malloch, 1923
- Empis teres  Melander, 1902
- Empis tersa  Coquillett, 1895
- Empis tridentata  Coquillett, 1901
- Empis vaginifer  Melander, 1902
- Empis valentis  Coquillett, 1895
- Empis varipes  Loew, 1861
- Empis virgata  Coquillett, 1895

### SelonFauna Europaea(5 juillet 2013)[2](espèces européennes)
Sous-genre Anacrostichus
- Empis bistortae
- Empis lucida
- Empis monticola
- Empis nitida
- Empis verralli

Sous-genre Argyrandrus
- Empis dispar

Sous-genre Coptophlebia
- Empis abbreviata
- Empis albinervis
- Empis confluens
- Empis coracina
- Empis corcyrica
- Empis dasychira
- Empis gravis
- Empis hyalipennis
- Empis impennis
- Empis leptomorion
- Empis montana
- Empis pavesii
- Empis pilimana
- Empis vitripennis
- Empis volucris

Sous-genre Empis
- Empis acinerea
- Empis aestiva
- Empis alampra
- Empis albopilosa
- Empis alpicola
- Empis anfractuosa
- Empis apfelbecki
- Empis ardesiaca
- Empis assimilis
- Empis baldensis
- Empis basiliaris
- Empis beckeriana
- Empis bicuspidata
- Empis bohemica
- Empis cantabrica
- Empis caudatula
- Empis chioptera
- Empis ciliatopennata
- Empis cincinnatula
- Empis corvina
- Empis dalmatica
- Empis dasypoda
- Empis dasyprocta
- Empis decora
- Empis decorella
- Empis dusmetii
- Empis fasciculata
- Empis filata
- Empis florisomna
- Empis fulvipes
- Empis fumosa
- Empis genualis
- Empis gibbipes
- Empis gooti
- Empis gracilitarsis
- Empis gymnopoda
- Empis helophila
- Empis hystrix
- Empis intercepta
- Empis laminata
- Empis lepidopus
- Empis levis
- Empis limata
- Empis lyneborgi
- Empis macedoniensis
- Empis maerens
- Empis malleola
- Empis mariae
- Empis mediocris
- Empis melanotricha
- Empis modesta
- Empis mollis
- Empis morosa
- Empis nigricoma
- Empis nigripes
- Empis nigritibialis
- Empis nitidissima
- Empis nitidiventris
- Empis nitidula
- Empis nuntia
- Empis pennipes
- Empis petulans
- Empis pilosa
- Empis planetica
- Empis plebeja
- Empis praecox
- Empis praevia
- Empis procera
- Empis prodromus
- Empis protarsalis
- Empis pseudodecora
- Empis pseudofasciculata
- Empis pseudomalleola
- Empis pseudonuntia
- Empis pseudoprodromus
- Empis pseudorufiventris
- Empis ptilopoda
- Empis pusio
- Empis rufiventris
- Empis scaura
- Empis serotina
- Empis setosa
- Empis sicula
- Empis similis
- Empis simulium
- Empis staegeri
- Empis surata
- Empis syrovatkai
- Empis tanysphyra
- Empis tenuipes
- Empis thalhammeri
- Empis tristis
- Empis woodi

Sous-genre Euempis
- Empis basalis
- Empis calcarata
- Empis ciliata
- Empis erosa
- Empis fiumana
- Empis kerteszi
- Empis mikii
- Empis mirandica
- Empis morenae
- Empis morio
- Empis picipes
- Empis pilicornis
- Empis sericans
- Empis spiralis
- Empis tessellata

Sous-genre Kritempis
- Empis algira
- Empis hoffmannseggi
- Empis livida
- Empis macropalpa

Sous-genre Leptempis
- Empis abdominalis
- Empis adusta
- Empis affinis
- Empis alpina
- Empis cognata
- Empis confusa
- Empis dimidiata
- Empis discolor
- Empis divisa
- Empis flavitarsis
- Empis gaigeri
- Empis grisea
- Empis lamellata
- Empis lamellimmanis
- Empis lindneri
- Empis macra
- Empis maculata
- Empis meridionalis
- Empis mesogramma
- Empis multispina
- Empis nigricans
- Empis pandellei
- Empis pteropoda
- Empis rava
- Empis rustica
- Empis sinuosa
- Empis spitzeri
- Empis trunca
- Empis variegata

Sous-genre Lissempis
- Empis cuneipennis
- Empis curvitibia
- Empis insularis
- Empis liosoma
- Empis nigritarsis

Sous-genre Pachymeria
- Empis contigua
- Empis femorata
- Empis mediterranea
- Empis obscuripes
- Empis picena
- Empis ptilocnemis
- Empis ringdahli
- Empis scotica
- Empis subclavata
- Empis suberis
- Empis trianguligera
- Empis tumida

Sous-genre Planempis
- Empis frauscheri

Sous-genre Platyptera
- Empis borealis
- Empis latiptera

Sous-genre Polyblepharis
- Empis albicans
- Empis candidata
- Empis cothurnata
- Empis crassa
- Empis curta
- Empis curvipes
- Empis dasynota
- Empis dedecor
- Empis depilis
- Empis divergens
- Empis engeli
- Empis eumera
- Empis eversmanni
- Empis fallax
- Empis gravipes
- Empis haemi
- Empis haemorrhoica
- Empis lugubris
- Empis nigerrima
- Empis opaca
- Empis phaenomeris
- Empis soror
- Empis strigata

Sous-genre Rhadinempis
- Empis bazini

Sous-genre Xanthempis
- Empis adriani
- Empis aemula
- Empis aequalis
- Empis albifrons
- Empis algecirasensis
- Empis concolor
- Empis digramma
- Empis dispina
- Empis kuntzei
- Empis laeta
- Empis laetabilis
- Empis lagoensis
- Empis loewiana
- Empis lutea
- Empis nevadensis
- Empis oxilara
- Empis punctata
- Empis rohaceki
- Empis scutellata
- Empis semicinerea
- Empis stercorea
- Empis styriaca
- Empis subscutellata
- Empis testacea
- Empis testiculata
- Empis trigramma
- Empis unistriata
- Empis univittata